# Evangelische Kirche Winz-Baak

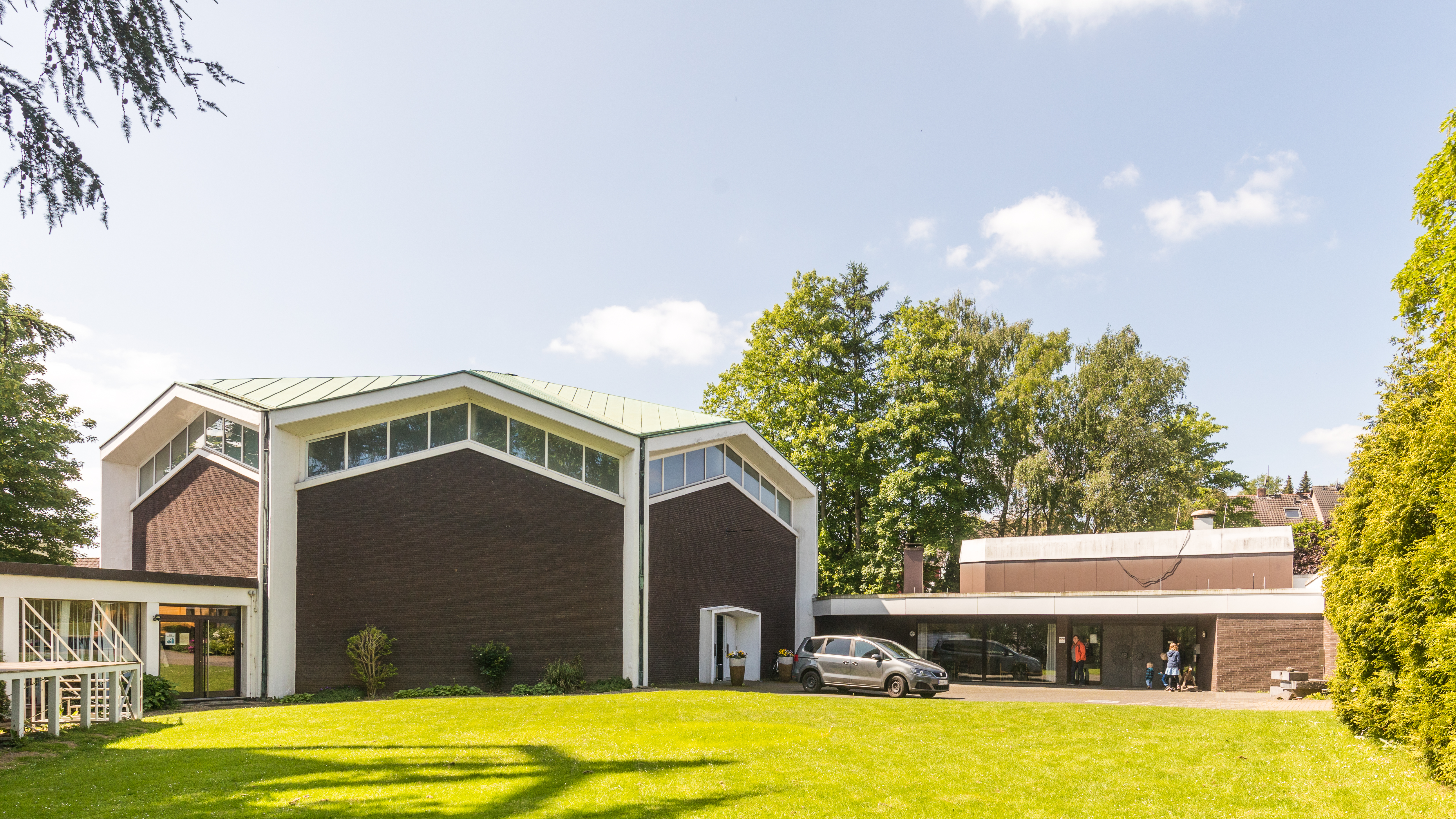
Evangelische Kirche Winz-Baak

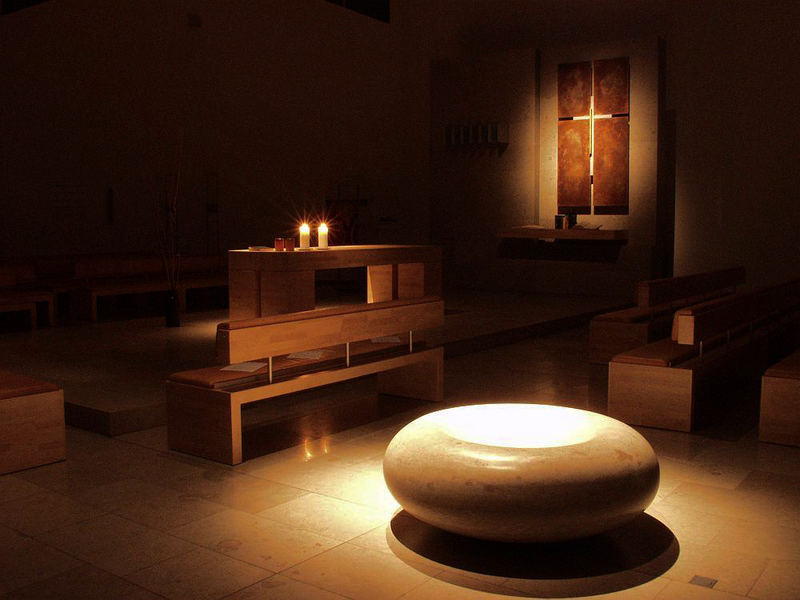
Innenraum, 2012

Die Evangelische Kirche Winz-Baak ist ein Sakralbau an der Schützstraße 2 im Stadtteil Winz-Baak in Hattingen. Sie wurde am 27. September 1964 eingeweiht. Sie löste einen Holzbau ab.
Sie besteht aus einem Zentralbau in zeltartiger Form mit einem achteckigen Grundriss. Nach Osten schließt sich ein Rechteckbau an, nach Nordosten ein Glockenturm. Der Innenraum entsprach den von der Evangelischen Kirchbautagung in Rummelsberg 1951 verabschiedeten „Grundsätzen für die Gestaltung des gottesdienstlichen Raumes der evangelischen Kirchen“. Die Archikten waren Edgar Penner und Horst Seebold aus Langenberg. Die Orgel stammt aus dem Jahre 1966.
2002 wurde die Kirche unter Leitung der Bochumer Architekten Gido Hülsmann und Dirk Boländer entkernt, renoviert und neugestaltet.
Die Gemeinde zählt zum Kirchenkreis Hattingen-Witten, Evangelische Kirche von Westfalen. 